# Ислам на Майотте

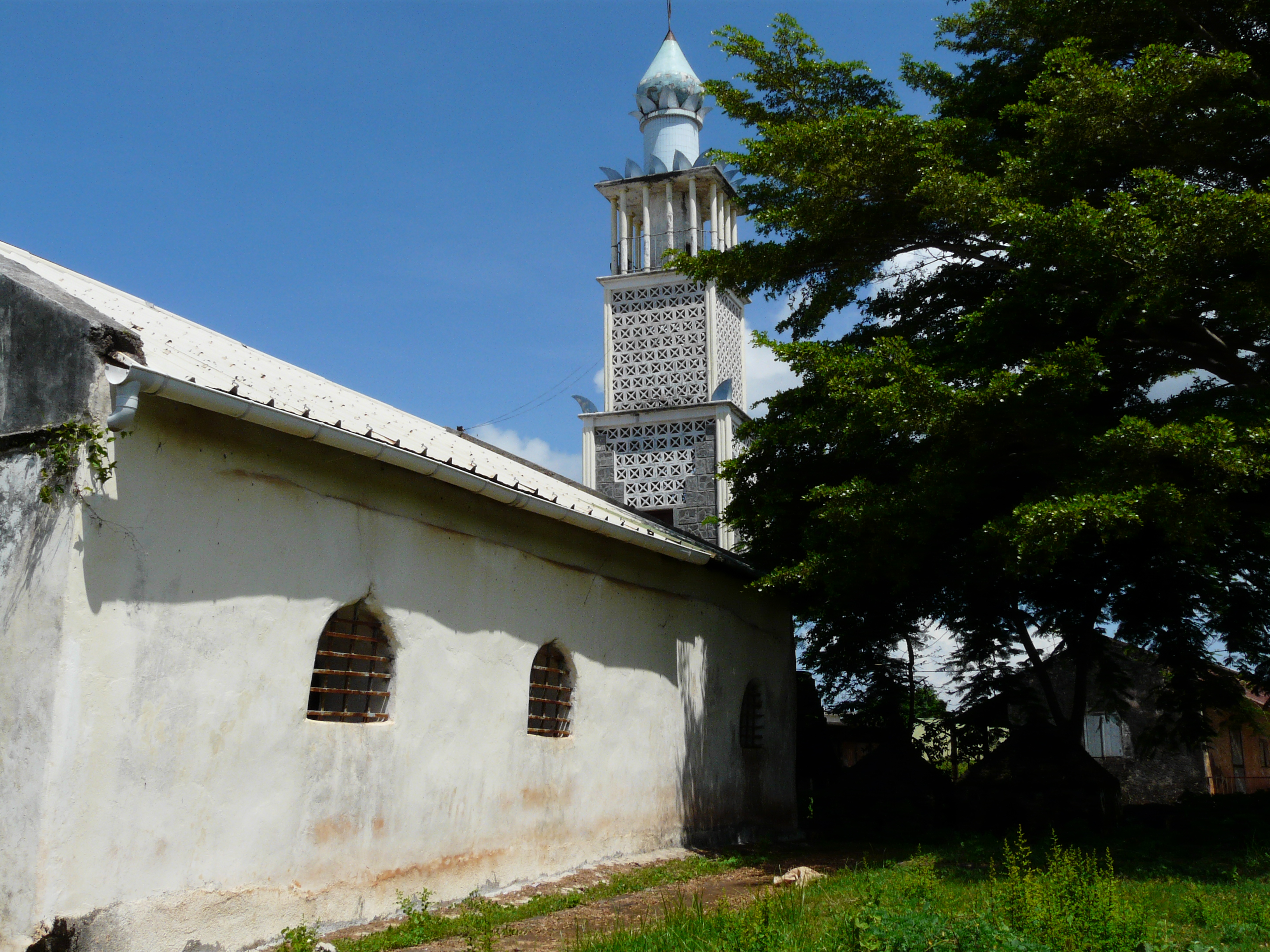
Мечеть Цингони

Ислам — это вера большинства жителей острова Майотта: 97 % жителей острова мусульмане и 3 % христиане. 85 000 из 90 000 жителей острова являются коморцами. Коморцы — это смесь поселенцев из многих областей: иранских торговцев, материковых африканцев, арабов и малагасийцев. Коморские общины также можно найти в других частях цепи Коморских островов, а также на Мадагаскаре.
Хотя молодые люди носят одежду в западном стиле, традиционная одежда по-прежнему распространена среди взрослых. В то время как в городе коморец-мужчина обычно носит белую хлопчатобумажную одежду и рубашку длиной до колена, иногда с белой курткой и белым головным убором. Вне города носится длинный тканый саронг (красочная юбка). Большинство женщин носят длинные, красочные хлопчатобумажные платья с яркими шалями в качестве покрытия лица. Другие предпочитают чёрные мантии, покрывающие их головы.
Полигамия была приемлемой практикой среди коморских народов. Однако 29 марта 2009 года 95 % граждан Майотты проголосовали за то, чтобы стать 101-м департаментом Франции. Из-за того, что голосование вступило в силу в марте 2011 года, остров должен запретить все формы полигамных союзов и другие формы практики, которые «противоречат французской культуре», включая детские браки. В настоящее время полигамные браки, как предполагается, были прекращены постановлением правительства.
Традиционно коморцы были очень устойчивы к любым религиозным изменениям. Практика ислама на Майотте была описана как терпимая.